# Inverloch
Inverloch – australijski komiks internetowy autorstwa Sarah Ellerton, przedstawiający historię młodego Acherona z gatunku Da'kor. Podróżuje on po krainie zwanej Inverloch w poszukiwaniu zaginionego dawno temu elfa Kayn'dara. Pomagają mu tajemnicza Lei'ella, złodziej Varden i czarodziejka Nei'renn.
Ogromna popularność komiksu sprawiła, że zainteresowało się nim wydawnictwo Seven Seas Entertainment, które wydało niektóre z jego części w formie drukowanej. Komiks jest już ukończony, a autorka pracuje nad kolejnym projektem.